# Aprosphylus sopatarum
Aprosphylus sopatarum is een rechtvleugelig insect uit de familie sabelsprinkhanen (Tettigoniidae). De wetenschappelijke naam van deze soort is voor het eerst geldig gepubliceerd in 1994 door Naskrecki.
1. ↑  (en) Aprosphylus sopatarum op de IUCN Red List of Threatened Species.